# Вествуд-Шорс (Техас)
Вествуд-Шорс (англ. Westwood Shores) — переписна місцевість (CDP) в США, в окрузі Триніті штату Техас. Населення — 1239 осіб (2020).

## Географія
Вествуд-Шорс розташований за координатами 30°56′12″ пн. ш. 95°19′39″ зх. д. / 30.93667° пн. ш. 95.32750° зх. д. (30.936571, -95.327405).  За даними Бюро перепису населення США в 2010 році переписна місцевість мала площу 9,75 км², з яких 8,34 км² — суходіл та 1,41 км² — водойми.

## Демографія
Згідно з переписом 2010 року, у переписній місцевості мешкали 1162 особи в 551 домогосподарстві у складі 366 родин. Густота населення становила 119 осіб/км².  Було 761 помешкання (78/км²).
Расовий склад населення:
| - 97,6 % — білих - 0,9 % — корінних американців - 0,4 % — чорних або афроамериканців - 0,2 % — азіатів |

До двох чи більше рас належало 0,6 %. Частка іспаномовних становила 2,8 % від усіх жителів.
За віковим діапазоном населення розподілялося таким чином: 14,2 % — особи молодші 18 років, 48,6 % — особи у віці 18—64 років, 37,2 % — особи у віці 65 років та старші. Медіана віку мешканця становила 59,6 року. На 100 осіб жіночої статі у переписній місцевості припадало 88,3 чоловіків;  на 100 жінок у віці від 18 років та старших — 86,7 чоловіків також старших 18 років.
Середній дохід на одне домашнє господарство  становив 52 938 доларів США (медіана — 40 156), а середній дохід на одну сім'ю — 57 886 доларів (медіана — 51 625). За межею бідності перебувало 16,1 % осіб, у тому числі 15,5 % дітей у віці до 18 років та 13,1 % осіб у віці 65 років та старших.
Цивільне працевлаштоване населення становило 358 осіб. Основні галузі зайнятості: науковці, спеціалісти, менеджери — 27,7 %, освіта, охорона здоров'я та соціальна допомога — 20,9 %, мистецтво, розваги та відпочинок — 14,0 %, роздрібна торгівля — 13,1 %.